# Criotettix inornatus
Criotettix inornatus är en insektsart som först beskrevs av Walker, F. 1871.  Criotettix inornatus ingår i släktet Criotettix och familjen torngräshoppor. Inga underarter finns listade i Catalogue of Life.